# مارك ديلماس
مارك ديلماس (بالفرنسية: Marc Delmas)‏ هو معلم موسيقى وملحن فرنسي، ولد في 28 مارس 1885 في سانت كونتين في فرنسا، وتوفي في 30 نوفمبر 1931 في باريس في فرنسا.

## وصلات خارجية
- مارك ديلماس على موقع IMDb (الإنجليزية)
- مارك ديلماس على موقع ميوزك برينز (الإنجليزية)
- مارك ديلماس على موقع أول ميوزيك (الإنجليزية)